# Trabajo (economía)

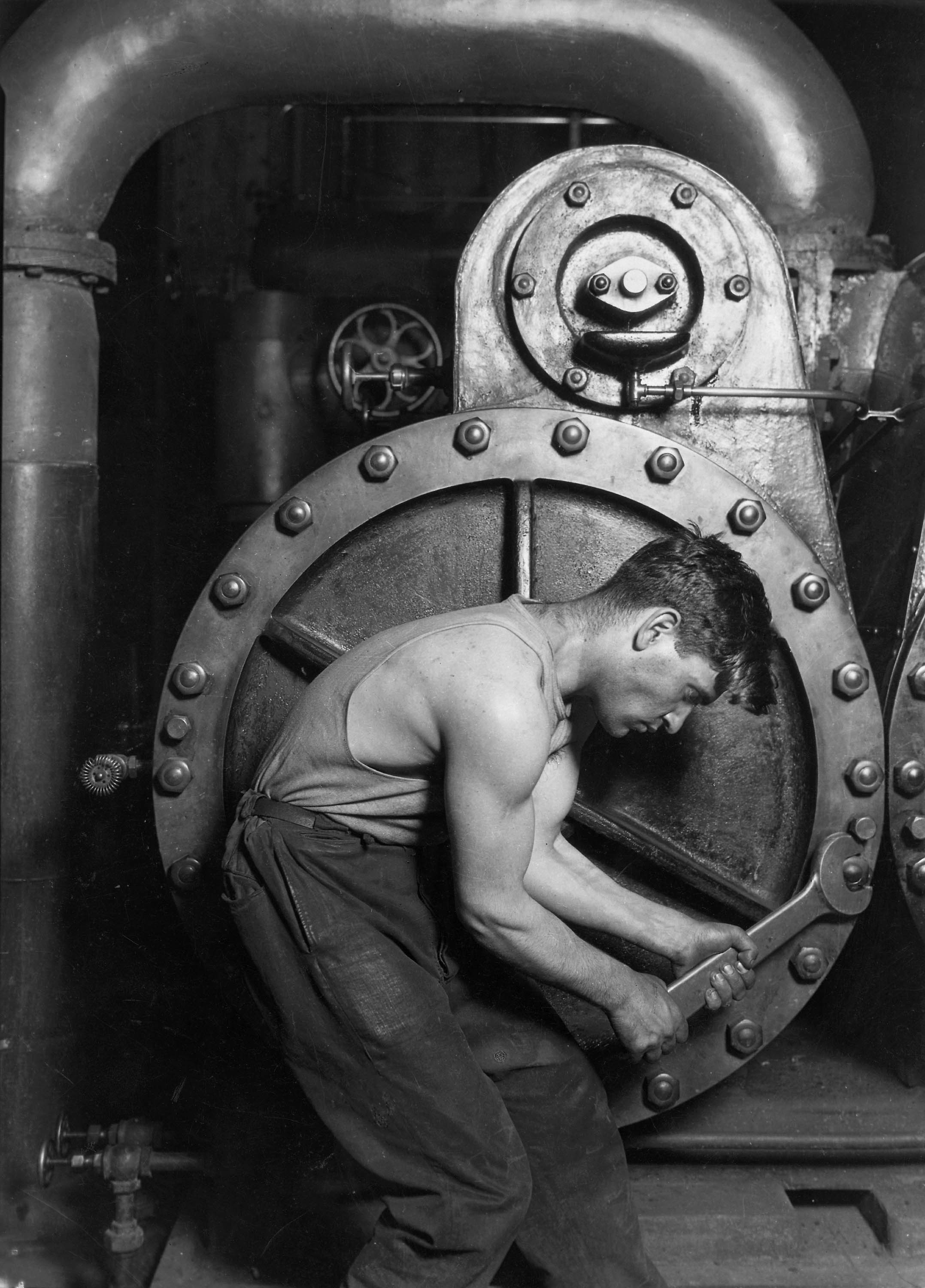
Trabajador mecánico ajustando una máquina de vapor. Fotografía de Lewis Hine (1920).

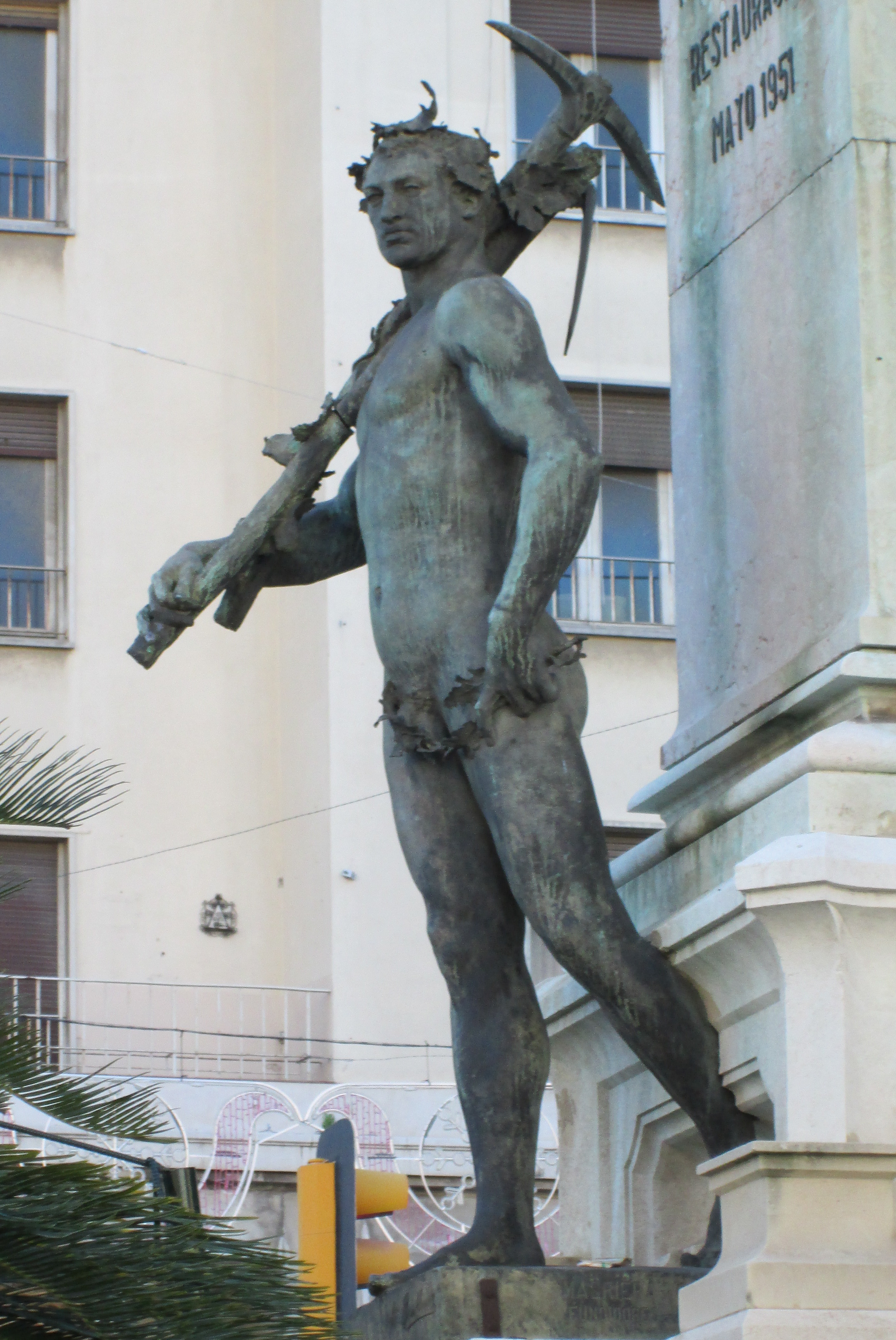
Alegoría del trabajo, en el monumento al marqués de Larios (Málaga, España).

En teoría económica, el concepto trabajo se refiere a la actividad, normalmente física aunque también puede ser intelectual, que las personas desempeñan ya sea como deber o actividad dependiente de la profesión, necesidades y deseos de una comunidad más amplia. Alternativamente, el trabajo puede verse como la actividad humana que contribuye (junto con otros factores de producción) hacia los bienes y servicios dentro de una economía.
A lo largo de la historia y coexistiendo entre ellas ha habido muchas formas de organización de la labor y de la producción como, por ejemplo, el trabajo de casa o desde un establecimiento, desde la esclavitud al pequeño taller artesano, pasando por la servidumbre y la aparcería. Pero desde el siglo XIX y la revolución industrial y sin desaparecer otras formas, el trabajo asalariado es la forma dominante. Actualmente aún coexisten el trabajo asalariado, el trabajo autónomo (profesiones liberales, comerciantes y otros), el trabajo informal o irregular (el cual sigue siendo salario pero sin control del fisco), la servidumbre, así como un nivel de desempleo (personas que buscan y no consiguen empleo).
El salario o sueldo es el valor del trabajo del pago en el mercado de trabajo, determinado en un contrato de trabajo que puede realizarse en forma individual (contrato individual de trabajo) o colectiva (contrato colectivo de trabajo).
El trabajo está esencialmente relacionado con la construcción y el uso de herramientas, y por lo tanto con la técnica y la tecnología, así como con el diseño de los procesos de trabajo y producción (véase: fordismo, taylorismo, toyotismo). 
En economía, el trabajo es en general una medida del esfuerzo real. Según la visión de la economía clásica, es uno de los tres factores de producción, junto con la tierra y el capital. Grandes economistas como Adam Smith, David Ricardo, entre otros, concedieron al trabajo un lugar central en sus teorías. Karl Marx y John Maynard Keynes desarrollaron sus teorías económicas alrededor del trabajo y el empleo. Desde la economía marxista se refiere a la fuerza de trabajo y la teoría del valor-trabajo.